# G.I. Joe: The Rise of Cobra
G.I. Joe: The Rise of Cobra er en amerikansk filmatisering fra 2009 af legetøjsserien G.I. Joe: A Real American Hero instrueret af Stephen Sommers. Filmen har bl.a. Channing Tatum, Dennis Quaid og Marlon Wayans på rollelisten.

## Medvirkende
- Channing Tatum
- Marlon Wayans
- Rachel Nichols
- Ray Park
- Adewale Akinnuoye-Agbaje
- Christopher Eccleston
- Sienna Miller
- Lee Byung-hun
- Saïd Taghmaoui
- Joseph Gordon-Levitt
- Dennis Quaid
- Jonathan Pryce
- Brandon Soo Hoo